# Taghir Pata
Taghir Pata é uma cidade do Afeganistão, localizada na província de Balkh.